# Литва (Мордовия)
Литва — деревня Краснослободского района Республики Мордовия в составе Старозубаревского сельского поселения. 

## География
Находится у юго-западной окраины районного центра города Краснослободск.

## Население
Постоянное население составляло 248 человек (русские 77%) в 2002 году, 257 в 2010 году .